# Hiéroglyphe égyptien G48
Les trois canetons dans un nid, en hiéroglyphes égyptiens, sont classifiés dans la section G « Oiseaux » de la liste de Gardiner ; cet hiéroglyphe y est noté G48. 

## Représentation
Il représente trois canetons (Anas acuta (?)) (hiéroglyphe G47) dans un nid. Il est translittéré sšy < zšy.

## Utilisation
| z · S | G48 |

| z · S | G48 |